# Аминево (Октябрьский район)
Аминево — деревня в Октябрьском районе Челябинской области России. Входит в состав Свободненского сельского поселения.

## География
Деревня находится в восточной части Челябинской области, в лесостепной зоне, на восточном берегу озера Даутово, на расстоянии примерно 15 км (по прямой) к западу от села Октябрьское, административного центра района. Абсолютная высота — 188 м над уровнем моря.

### Часовой пояс
Деревня Аминево, как и вся Челябинская область, находится в часовой зоне МСК+2. Смещение применяемого времени относительно UTC составляет +5:00.

## Население
| 2002 | 2010 |
| ---- | ---- |
| 125  | ↘80  |

### Гендерный состав
По данным Всероссийской переписи населения 2010 года, в гендерной структуре населения мужчины составляли 47,5 %, женщины — соответственно 52,5 %.

### Национальный состав
Согласно результатам переписи 2002 года, в национальной структуре населения татары составляли 78 %.

## Улицы
- ул. Приозёрная,
- ул. Степная,
- ул. Труда[6].